# Simon Oxley
Simon Oxley, né en 1969 est un graphiste britannique indépendant, ayant vécu à Tokyo, au Japon, auteur, notamment d'Octocat, mascotte de Github et du logo original de Twitter, en 2006,.
D'après un porte-parole d'iStockphoto, par lequel il est passé pour vendre sa création à Twitter, Twitter a payé entre 10 $ et 15 $ pour ce logo ; comme seulement 20 à 40 % sont reversés aux créateurs, il a du être payé au plus 6 $ pour le logo de Twitter.

icône noir et blanc d'Octocat, mascotte de Github créé par Simon Oxley

Il est inspiré par les arts populaires japonais pour ses créations.

## Biographie
Né en 1969 en Grande-Bretagne, il étudie au Bournemouth & Poole College of Art & Design (en), à Poole en 1988 et 1989.
De 1997 à 1999, il vit à Bahrain.
De 1999 à 2011, il vit au Japon, trois ans à Tokyo et neuf ans à Fukuoka.
Il crée en 2008 le personnage utilisé comme mascotte par Github.
À partir de 2011, il retourne en Grande-Bretagne et s'installe à Oxford, où il continue à créer des mascottes et logos.

## Entretien
- (en) Michael Cavna (en), « The Interview: 'Twitter Bird' Artist Simon Oxley », sur Comic Riffs, The Washington Post), 19 juin 2009